# Кармишевська сільська рада
Карми́шевська сільська рада (рос. Кармышевский сельский совет) — муніципальне утворення у складі Альшеєвського району Башкортостану, Росія. Адміністративний центр — село Кармишево.

## Населення
Населення — 1292 особи (2019, 1544 в 2010, 1721 в 2002).

## Склад
До складу поселення входять такі населені пункти:
| Населений пункт       | Населення, осіб (2002) | Населення, осіб (2010) |
| --------------------- | ---------------------- | ---------------------- |
| Григор'євка, присілок | 24                     | 22                     |
| Дім, село             | 284                    | 278                    |
| Кармишево, село       | 687                    | 651                    |
| Михайловка, село      | 121                    | 89                     |
| Уваровка, присілок    | 141                    | 110                    |
| Хусаїн, присілок      | 22                     | 8                      |
| Чураєво, присілок     | 442                    | 386                    |